# ウィリアム・H・T・ブッシュ
バッキー・ブッシュ（英語: Bucky Bush）、本名ウィリアム・ヘンリー・トロッター・ブッシュ（William Henry Trotter Bush, 1938年7月14日 - 2018年2月27日）は、アメリカ合衆国の銀行家兼投資家でプレスコット・ブッシュとドロシー・ウォーカー・ブッシュの五男、ブッシュ家の一員。第41代アメリカ合衆国大統領ジョージ・H・W・ブッシュの弟、第43代アメリカ合衆国大統領ジョージ・W・ブッシュの叔父でもある。

## 経歴
1938年5月29日にアメリカ合衆国のコネチカット州グリニッジにてプレスコット・ブッシュとドロシー・ウォーカー・ブッシュの末息子、ジョージ・H・W・ブッシュの弟として出生した。フェイ・ヴィンセント（のちの第8代MLBコミッショナー）の同期生としてホッチキス・スクールを卒業した後、1960年にイェール大学で文学士号を取得して卒業した。
大学を卒業する前年の1959年にパトリック・リー・レッドファーンと結婚した。彼女との間にはウィリアム・プレスコット（長男）、ルイーザ（長女）という2人の子供をもうけている。
1978年から1986年までボートメンズ・バンクシェアーズ（国立銀行）の頭取を務めていた。1986年にミズーリ州セントルイスを拠点とする投資会社ブッシュ・オドネル・アンド・カンパニーを設立しており、その会長を長年務めている。他にセントルイス市内にあるセントルイス大学（1985年から1992年まで）、ミズーリ植物園（1991年から1993年まで）、セントルイス市立オペラ協会（2005年から2006年まで）などいくつかの機関の取締役会長を歴任してきた。
アフガニスタン紛争とイラク戦争で多大な利益を上げたペンタゴンの取引企業、エンジニアード・サポート・システム社の役員も務めるブッシュは2005年1月に同社の持ち株を売却しておよそ45万ドルを入手した。
2010年5月18日にインディアナ州インディアナポリスにある健康保険会社ウェルポイント社の年次株主総会に出席中に倒れたため、急遽ストレッチャーで市内の病院に担ぎ込まれたが、命に別状はなかった。